# 1895 w muzyce
Wydarzenia muzyczne w 1895 roku.

## Wydarzenia
- 6 stycznia – w Wiener Musikverein miało miejsce prawykonanie walca „Gartenlaube” op. 461 Johanna Straussa (syna)[1][2]
- 8 stycznia – w wiedeńskiej Bösendorfersaal miało miejsce prawykonanie „Sonaty na klarnet i fortepian nr 2” op. 120 nr 2 Johannesa Brahmsa[1][2][3]
- 11 stycznia – w wiedeńskiej Bösendorfersaal miało miejsce prawykonanie „Sonaty na klarnet i fortepian nr 1” op. 120 nr 1 Johannesa Brahmsa[1][2][4]
- 15 stycznia – w Bostonie odbyło się prawykonanie „Suity na skrzypce i fortepian” op. 41 Horatio Parkera[1][2]
- 19 stycznia – w Sankt Petersburgu miało miejsce prawykonanie „Koncertu na fortepian i orkiestrę nr 3” op. 75 Piotra Czajkowskiego[1][2][5]
- 2 lutego – w Wiedniu miało miejsce prawykonanie pieśni „Die Braut” op. 44 nr 11 Johannesa Brahmsa[1][2][6]
- 16 lutego – w mediolańskim teatrze La Scala miała miejsce premiera opery Guglielmo Ratcliff Pietro Mascagniego[1][2]
- 21 lutego – w Merseburgu odbyło się prawykonanie pieśni „Klosterfräulein” op. 61 nr 2 Johannesa Brahmsa[1][2]
- 4 marca – w Berlinie odbyła się premiera pierwszych trzech z pięciu części II symfonii Gustava Mahlera[1][2][7]
- 6 marca – w Wiedniu odbyło się prawykonanie pieśni „Trennung” op. 14 nr 5 Johannesa Brahmsa[1][2]
- 9 marca – w Monte Carlo odbyła się premiera opery La jacquerie Édouarda Lalo[1][2][8]
- 20 marca – w Londynie odbyła się premiera V symfonii Charlesa Villiersa Stanforda[1][2]
- 25 marca – w mediolańskiej La Scali miała miejsce premiera opery Silvano Pietro Mascagniego[1][2][9]
- 29 marca – w Bostonie miało miejsce prawykonanie rapsodii „Cáhal mór of the wine-red hand” op. 40 Horatio Parkera[1][2]
- 18 kwietnia
  - w Sankt Petersburgu odbyła się premiera trzeciej wersji opery Pskowianka Nikołaja Rimskiego-Korsakowa[1][2][10]
  - w Wiener Musikverein miało miejsce prawykonanie walca „Klug Gretelein” op. 462 Johanna Straussa (syna)[1][2]
- 20 kwietnia – w Paryżu odbyło się publiczne prawykonanie pieśni „La bonne chanson” op. 61 Gabriela Fauré[1][2]
- 26 kwietnia – w Kopenhadze odbyło się prawykonanie skompletowanych „7 Childrens Songs” op. 61 Edvarda Griega[1][2]
- 27 kwietnia – w Paryżu odbyło się prawykonanie „Souvenir d’Ismaïlia” op. 100 Camille’a Saint-Saëns[1][2]
- 4 maja – w Nowym Jorku odbyło się prawykonanie kantaty „The American Flag” op. 102 Antonína Dvořáka[1][2][11]
- 8 maja – w barcelońskim Gran Teatre del Liceu miała miejsce premiera opery Henry Clifford Isaaca Albéniza[1][2][12]
- 21 maja – w Hamburgu odbyło się prawykonanie pieśni „Sommerabend” op. 84 nr 1 Johannesa Brahmsa[1][2]
- 25 maja – w Bremie odbyło się prawykonanie oratorium „Christus” op. 117 Antona Rubinsteina[1][2]
- 27 maja – w Londynie odbyła się premiera I koncertu fortepianowego op. 59 Charlesa Villiersa Stanforda[1][2]
- 8 lipca – w Katedrze w Worcester miało miejsce prawykonanie „Sonaty organowej” op. 28 Edwarda Elgara[1][2]
- 19 września – w Cardiff miało miejsce prawykonanie ody „The Bard” op. 50 Charlesa Villiersa Stanforda[1][2][13]
- 2 października – w Leeds odbyło się prawykonanie ody „Invocation to Music” Huberta Parry[1][2][14]
- 5 listopada – w Kolonii odbyło się prawykonanie poematu symfonicznego „Till Eulenspiegels lustige Streiche” op. 28 Richarda Straussa[1][2][15]
- 15 listopada – w Chicago odbyło się prawykonanie pieśni „Sleep, Little Darling” op. 29 nr 3 Amy Beach[1][2]
- 4 grudnia – w Theater an der Wien miała miejsce premiera operetki Waldmeister Johanna Straussa (syna)[1][2][16]
- 7 grudnia – w nowojorskiej Carnegie Hall miało miejsce prawykonanie poematu symfonicznego „The Lily Nymph” F.84 George’a Whitefielda Chadwicka[1][2][17]

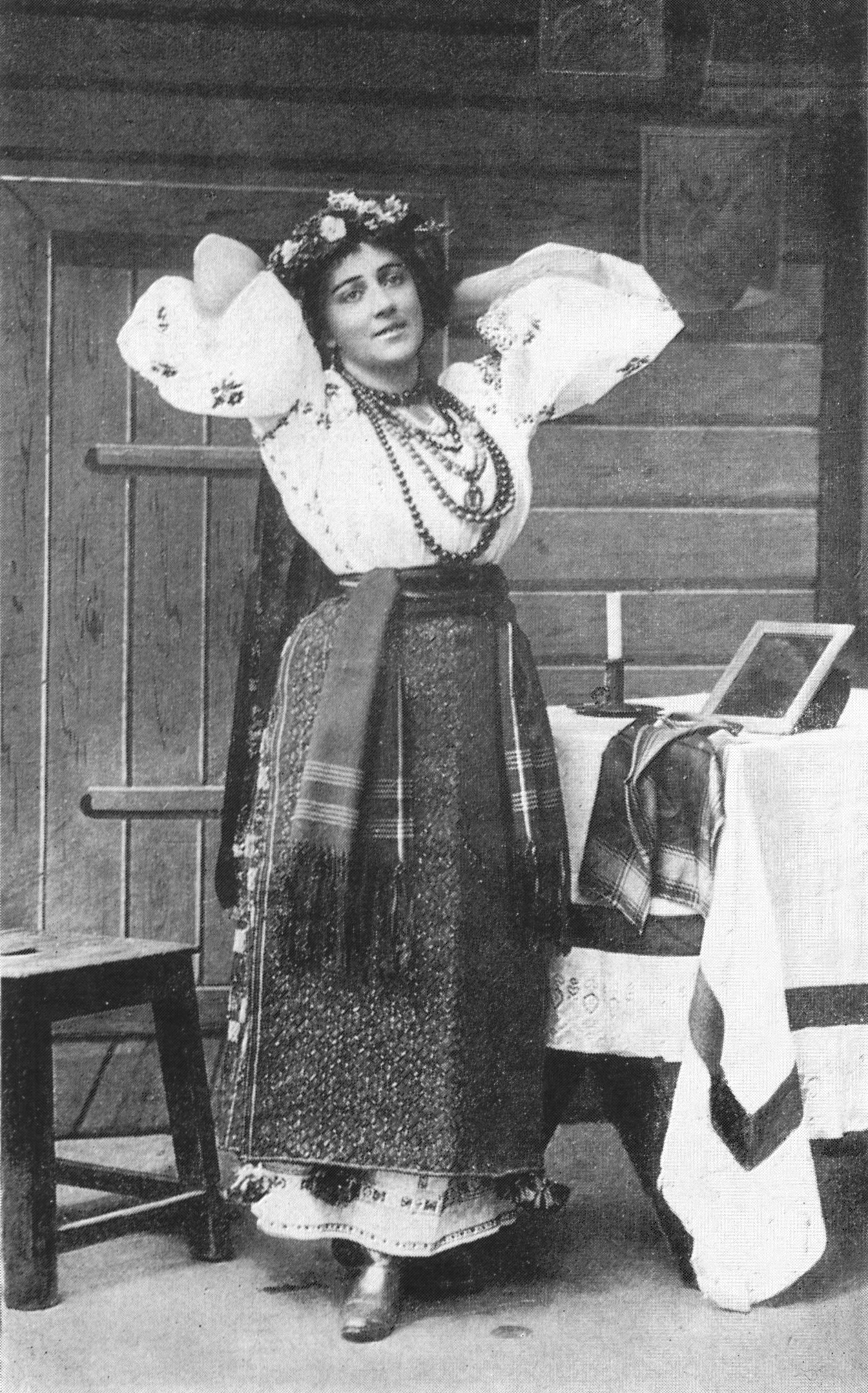
Jewgienija Mrawina w roli Oksany na premierze opery Noc wigilijna w Teatrze Maryjskim (1895)

- 10 grudnia – w petersburskim Teatrze Maryjskim miała miejsce premiera opery Noc wigilijna Nikołaja Rimskiego-Korsakowa[1][2][18]
- 13 grudnia – w Berlinie odbyła się prapremiera II symfonii Gustava Mahlera[1][2][7]
- 15 grudnia – w Wiener Musikverein miało miejsce prawykonanie walca „Trau, schau, wem!” op. 463 Johanna Straussa (syna)[1][2]
- 18 grudnia
  - w Paryżu odbyła się prapremiera dramatu Frédégonde Camille’a Saint-Saëns[1][2]
  - w Newark odbyło się prawykonanie pieśni „Within Thy Heart” op. 29 nr 1 Amy Beach[1][2]
- 19 grudnia – w berlińskim Schiller Theater miała miejsce prapremiera opery Die sieben Geißlein Engelberta Humperdincka[1][2]
- 26 grudnia – w Wiener Musikverein miało miejsce prawykonanie polki „Herrjemineh” op. 464 Johanna Straussa (syna)[1][2]

## Urodzili się
- 3 stycznia – Borys Latoszynski, ukraiński kompozytor, dyrygent, pedagog, Ludowy Artysta ZSRR (zm. 1968)
- 7 stycznia – Clara Haskil, rumuńska pianistka (zm. 1960)
- 12 stycznia – Józef Życzkowski, polski dyrygent i pedagog, wykładowca Konserwatorium Towarzystwa Muzycznego w Krakowie (zm. 1967)
- 26 stycznia – Elna Gistedt, szwedzka śpiewaczka operetkowa (zm. 1982)
- 28 stycznia – Kazimierz Dembowski-Weyroch, polski aktor teatralny i filmowy, śpiewak (tenor) oraz reżyser teatralny (zm. 1975)
- 9 lutego – Zdzisław Jahnke, polski skrzypek, kameralista, dyrygent, pedagog (zm. 1972)
- 14 lutego – Józef Gaczyński, polski śpiewak operowy (bas-baryton), pedagog (zm. 1963)
- 4 marca – Bjarne Brustad, norweski skrzypek, altowiolista, kompozytor i pedagog (zm. 1978)
- 7 marca – Juan José Castro, argentyński kompozytor i dyrygent (zm. 1968)
- 7 kwietnia – Eduard Toldrà, hiszpański kompozytor (zm. 1962)
- 14 kwietnia – Wiktor Łabuński, polski pianista, kompozytor i dyrygent (zm. 1974)
- 17 kwietnia – Tadeusz Bocheński, polski poeta, muzykolog, filozof, pisarz i eseista, pedagog, krytyk muzyczny, pianista, pedagog i tłumacz (zm. 1962)
- 20 kwietnia – Jerzy Petersburski, polski kompozytor muzyki popularnej (zm. 1979)
- 23 kwietnia – Jimmie Noone, amerykański klarnecista jazzowy (zm. 1944)
- 29 kwietnia – Malcolm Sargent, angielski dyrygent, organista i kompozytor (zm. 1967)
- 22 maja – Helena Dorabialska, polska muzykolog i kompozytorka (zm. 1944)
- 28 maja – Władysław Drzewiecki, polski pedagog, dyrygent, kompozytor, muzykolog (zm. 1944)
- 10 czerwca – Hattie McDaniel, amerykańska aktorka i śpiewaczka, laureatka Oscara za drugoplanową rolę w filmie Przeminęło z wiatrem (zm. 1952)
- 17 czerwca – Slavko Osterc, słoweński kompozytor (zm. 1941)
- 23 czerwca – Gertruda Konatkowska, polska pianistka (zm. 1966)
- 28 czerwca – Kazimierz Sikorski, polski kompozytor i teoretyk muzyki (zm. 1986)
- 5 lipca – Gordon Jacob, angielski kompozytor i pedagog (zm. 1984)
- 10 lipca – Carl Orff, niemiecki kompozytor (zm. 1982)
- 12 lipca – Kirsten Flagstad, norweska śpiewaczka operowa (sopran) (zm. 1962)
- 22 lipca – Hans Rosbaud, austriacki dyrygent (zm. 1962)
- 31 sierpnia – Joseph Schillinger, amerykański kompozytor i teoretyk muzyki pochodzenia żydowskiego (zm. 1943)
- 5 września – Meta Seinemeyer, niemiecka śpiewaczka operowa (sopran) (zm. 1929)
- 9 września – Erich Böhlke, niemiecki dyrygent, kompozytor i pianista (zm. 1979)
- 16 września – Karol Rathaus, polski kompozytor, pianista i pedagog żydowskiego pochodzenia (zm. 1954)
- 23 lub 25 września – Zdzisław Górzyński, polski dyrygent (zm. 1977)
- 11 października – Jakov Gotovac, chorwacki kompozytor i dyrygent (zm. 1982)
- 5 listopada – Walter Gieseking, francuski pianista i kompozytor niemieckiego pochodzenia (zm. 1956)
- 16 listopada – Paul Hindemith, niemiecki kompozytor, dyrygent, altowiolista (zm. 1963)
- 19 listopada – Stefania Allinówna, polska pianistka i pedagog pochodzenia czesko-hiszpańskiego (zm. 1988)
- 25 listopada – Wilhelm Kempff, niemiecki pianista i kompozytor (zm. 1991)
- 27 listopada – Nico Dostal, austriacki kompozytor czeskiego pochodzenia (zm. 1981)
- 28 listopada – José Iturbi, hiszpański dyrygent i pianista (zm. 1980)
- 30 listopada – Johann Nepomuk David, austriacki kompozytor (zm. 1977)
- 3 grudnia
  - Jurij Nikolski, rosyjski kompozytor muzyki filmowej, dyrygent (zm. 1962)
  - Tadeusz Olsza, polski aktor filmowy, kabaretowy i sceniczny; śpiewak, tancerz, reżyser (zm. 1975)
- 9 grudnia
  - Anda Kitschman, polska dyrygentka, kompozytorka, śpiewaczka, aktorka (zm. 1967)
  - Conchita Supervía, hiszpańska śpiewaczka operowa (mezzosopran) (zm. 1936)

## Zmarli
- 10 stycznia – Benjamin Godard, francuski kompozytor i skrzypek (ur. 1849)
- 24 lutego – Ignaz Lachner, niemiecki kompozytor i dyrygent (ur. 1807)
- 25 marca – Alfons Szczerbiński, polski kompozytor (ur. 1858)
- 11 maja – Feliks Jaroński, polski pianista, kompozytor, pedagog (ur. 1823)
- 21 maja – Franz von Suppé, austriacki dyrygent i kompozytor (ur. 1819)
- 15 czerwca – Richard Genée, niemiecki kompozytor i librecista operetkowy (ur. 1823)
- 28 czerwca – Jan Koehler, polski aktor teatralny i śpiewak operowy (ur. 1822 lub 1826)
- 10 lipca – Caroline Miolan-Carvalho, francuska śpiewaczka operowa (sopran) (ur. 1827)
- 15 września – Jan Kleczyński, polski pianista, kompozytor, krytyk muzyczny (ur. 1837)
- 25 października – Charles Hallé, niemiecki pianista i dyrygent (ur. 1819)
- 1 listopada – Aleksander Zarzycki, polski pianista, kompozytor, dyrygent i pedagog (ur. 1834)
- 12 listopada – Stefan Łodwigowski, polski pianista i kompozytor (ur. 1815)